# اکیونمیا
اکیونمیا (نام علمی: Ecionemia) نام یک سرده از رده اسفنج‌های شاخی و متعلق به تیره آنکورینیدا است.
این گونه، سوزنه‌های سیلیسیم دی‌اکسیدی بسیاری دارد. اعضای این سرده، از غذاهای لاک‌پشت پوزه‌عقابی هستند.